# کوه یخ

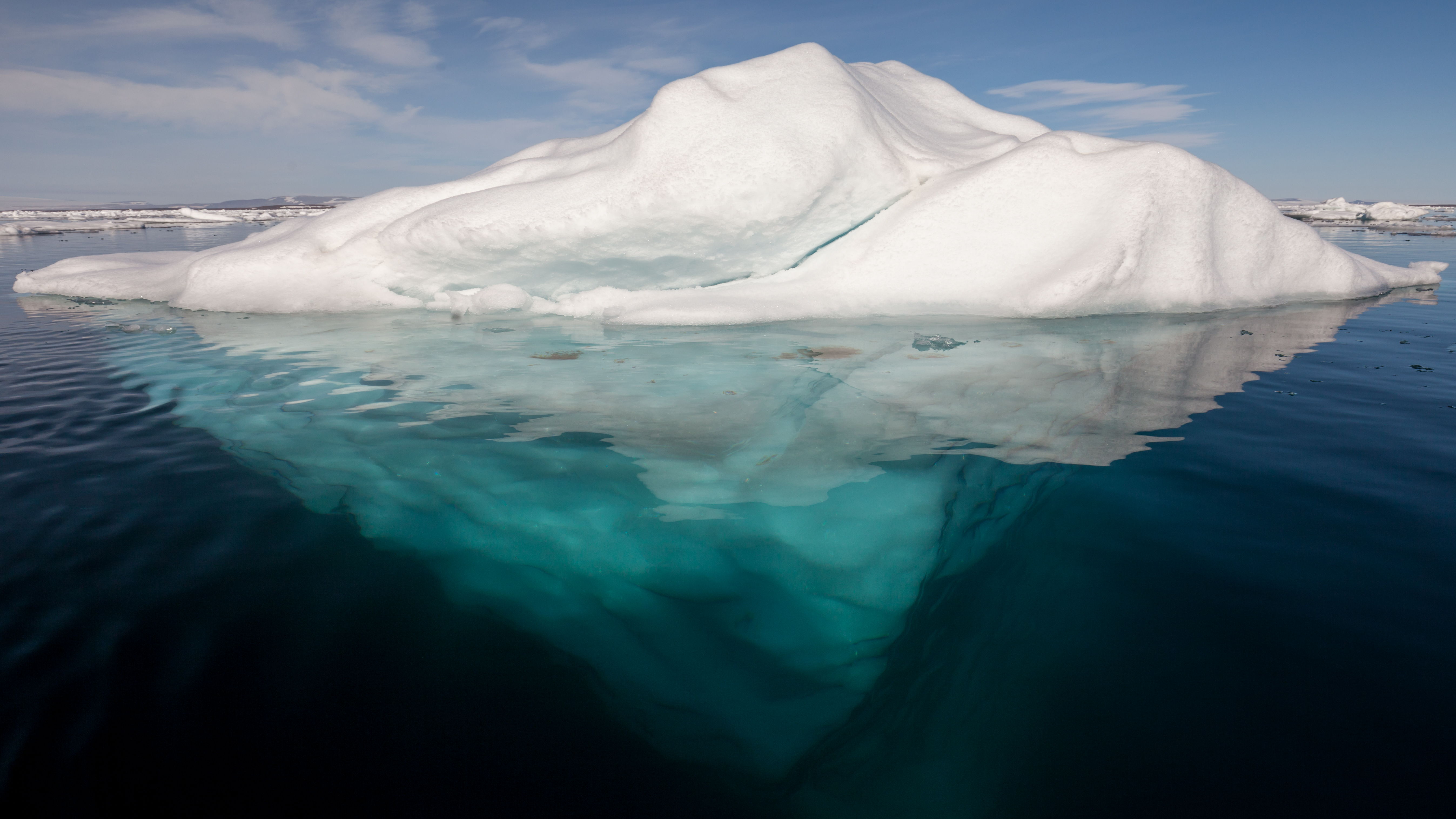
یک کوه یخ در شمالگان

کوه یخ یا یخ‌کوه توده‌ای از آب شیرین یخ زده‌است که از انتهای یک یخچال یا کنارهٔ یک پهنهٔ یخی یخ‌تاق جدا شده و روی آب دریا شناور شده‌باشد. با ورود به آب‌های کم‌عمق، کوه یخ ممکن است در تماس با بستر دریا فرایند «خراش بستر دریا» را پدیدآورد. تقریباً ۹۱٪ از یک کوه یخ در زیر سطح آب قرار می‌گیرد.
هنگامی که زبانهٔ یک یخچال وارد دریا می‌شود، زیر آن، رفته‌رفته شسته شده و به آسانی از بدنهٔ اصلی جدا می‌شود. جنوبگان و دریای گرینلند یکی از مهم‌ترین خاستگاه‌های یخ‌های شناور هستند.

## نگاه اجمالی
از آنجا که چگالی یخ خالص حدود ۹۲۰ کیلوگرم بر متر مکعب است و از طرفی تراکم آب دریا به حدود ۱۰۲۵ کیلوگرم بر مترمکعب می‌رسد، معمولاً یک دهم حجم کوه یخی؛ (به دلیل قانون شناوری ارشمیدس) در بالای آب است. داوریِ شکل بخش‌هایی که در زیر آب هستند؛ با نگاه کردن به قسمت بالای سطح آب، دشوار است. این نکته در زبان‌های گوناگون به پیدایش اصطلاح دیدن تنها «نوک کوه یخ»: (tip of the iceberg) منجر شده که برابر فارسی آن «مشت نمونه خروار» است.
یک کوه یخ به‌طور معمول بین ۱ تا ۷۵ متر (۳٫۳ تا ۲۴۶٫۱ فوت) بالاتر از سطح دریاست و دارای وزنی بین ۱۰۰٬۰۰۰ تا ۲۰۰٫۰۰۰ تن است. بزرگ‌ترین کوه یخی شناخته شده در شمال اقیانوس اطلس با بلندی ۱۶۸ متر (۵۵۱ فوت) بالاتر از سطح دریا بوده، توسط کشتی یخ‌شکن آمریکایی ایست ویند در سال ۱۹۵۸ گزارش شده که این ارتفاع به اندازهٔ یک ساختمان ۵۵ طبقه است. این کوه‌های یخ از یخچال‌های طبیعی غربی گرینلند سرچشمه می‌گیرند و می‌توانند یک دمای داخلی حدود -۱۵ تا -۲۰ درجه سانتی‌گراد (۵ تا -۴ درجه فارنهایت) داشته باشند.